# 어부라
어부라(於夫羅, 150년 ~ 195년)는 후한 시대의 남흉노의 선우이다. 강거의 아들이며, 유표의 아버지, 호주천의 형이다. 전조를 세운 유연은 그의 손자다. 지지시축후선우(持至尸逐侯單于)라고 부른다.

## 생애
187년에 한나라 황제 영제가 장순과 선비족의 토벌을 위해 흉노의 군사를 조달했을 때에, 아버지 강거선우의 명령으로 좌현왕으로써 군대를 지휘해 한을 도와, 유주로 가서 유주목 유우에게 속했다. 그러나 흉노에 이득이 없는 전쟁에 동원된 것에 반감을 품은 흉노인들이 반란을 일으켜 188년에 강거선우를 죽이니 그 뒤를 이어 즉위했다. 강거선우를 살해한 국인(國人)들은 어부라를 따르지 않고 수복골도후(須卜骨都侯)를 선우로 옹립했다. 수복씨는 흉노의 왕후 씨족으로, 이런 수복씨가 선우로 옹립된 것은 흉노 최초로 연제씨가 아닌 다른 씨족이 선우가 된 것이다. 이는 당시 흉노 내에서 선우 씨족인 연제씨의 권위가 떨어지고 실력을 갖춘 자가 선우를 일컫는 시대가 왔음을 의미한다. 
이석에서 밀려난 어부라는 낙양으로 가 영제에게 호소했으나 실패했고, 한나라도 내부 혼란으로 어부라를 돕지 못했다. 따라서 이석으로 돌아가지 못하고 한나라 내지에서 세력을 유지할 수밖에 없었다. 영제가 죽자, 황건적의 일파인 백파적(白波賊)과 합세해 태원, 하내 등지를 습격하였다. 이후 수복골도후가 죽어 선우 자리가 비어 있던 이석의 선우정으로 돌아가려고 했지만, 국인들에게서 거부당해 하동군 평양현에 머물렀다. 
초평 원년(190년), 반동탁 연합군이 결성되자 장양과 함께 원소에 속하여, 장수(漳水)에 주둔한다. 후에(191년 7월 이후), 장양을 인질로 잡아 원소에 대해 반역하지만, 원소가 파견한 국의에게 추격을 받아 업남에서 격파당하고, 여양에 피한 후에 경지의 군세를 무찔러 세력을 만회했다.
192년에는 흑산적(黑山賊)을 토벌한 조조와 싸워 대패한다. 다음 193년 봄에 원술이 진류에 진출했을 때에는 흑산적과 함께 원술을 지원했지만, 조조에게 패배하였다. 195년, 양봉·호재·한섬 등이 헌제를 호위하다가 이각·곽사의 추격을 받자, 이들의 구원 요청을 받아들여 패배를 겪기도 했으나 결국 장안에서 낙양까지 호송하는 데 성공했다. 이를 통해서 조조와 관계를 맺는 기회를 얻었지만, 얼마 못 가 죽어 별무소용이었다.

## 같이 보기
- 삼국지 인물 목록